# Fernandezina maldonado
Espèce
Fernandezina maldonado est une espèce d'araignées aranéomorphes de la famille des Palpimanidae.

## Distribution
Cette espèce est endémique de la région de Madre de Dios au Pérou,. Elle se rencontre à Puerto Maldonado.

## Description
Le mâle holotype mesure 2,48 mm.

## Étymologie
Son nom d'espèce lui a été donné en référence au lieu de sa découverte, Puerto Maldonado.

## Publication originale
- Platnick, Grismado & Ramírez, 1999 : On the genera of the spider subfamily Otiothopinae (Araneae, Palpimanidae). American Museum Novitates, no 3257, p. 1-25 (texte intégral).